# Молотівський скарб
Молотівський скарб — скарб, знайдений на Львівщині у 1896 році біля села Демидів.

Складається з типових предметів давньоруського мистецтва. 
Очевидно, був захований у XIV ст., на що вказують чеські монети 1-ї половини XIV ст., знайдені у скарбі.